# Dana Stabenow
Dana Stabenow (* 27. března 1952, Anchorage) je americká spisovatelka a novinářka, žijící ve městě Homer na Aljašce. Do roku 2020 vydala na čtyři desítky knih - především detektivky, vědeckofantastické a historické romány. Mezi bestlsellery patří zejména řada detektivních příběhů, jejichž ústřední postavou je aleutská vyšetřovatelka Kate Shugak. Za první knihu z této řady, která vyšla v roce 1992 pod názvem A Cold Day For Murder (Chladný den pro vraždu, v českém překladu kniha vyšla v roce 2019), obdržela Dana Stabenow prestižní cenu Edgar (Edgar Award).

## Stručný životopis

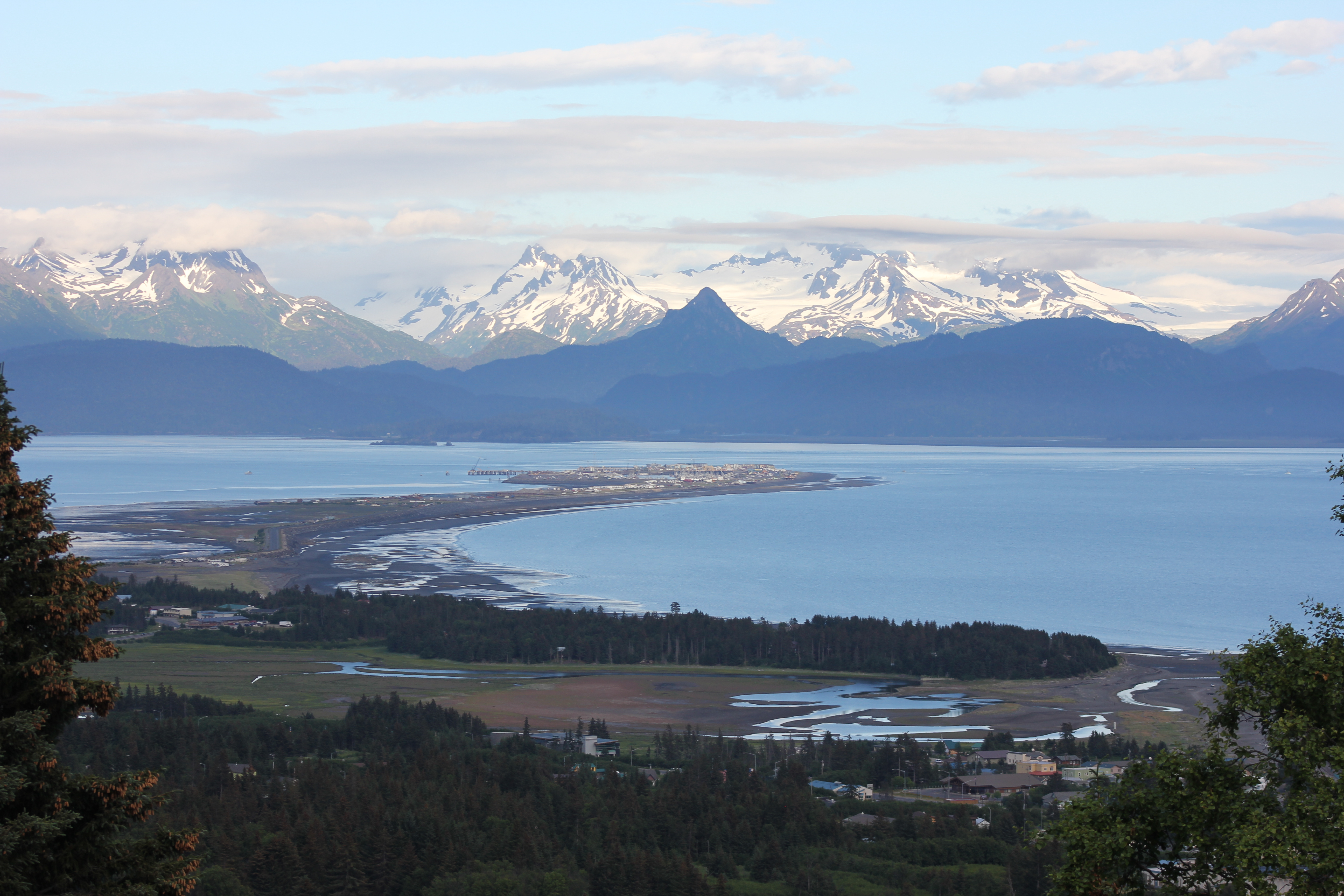
Město Homer s přístavem v zátoce Kachemak Bay

Dana Stabenow vyrostla na menší rybářské lodi svých rodičů, plavící se v Aljašském zálivu. Už tam začala psát příběhy o jiných dětech, které žijí v normálních podmínkách na pevnině. Po studiích žurnalistiky na Aljašské univerzitě v Anchorage se vydala do Evropy a jako baťůžkářka zde cestovala čtyři měsíce. Po návratu na Aljašku pracovala pro ropné společnosti Alyeska Pipeline a Brirish Petroleum.
Po třicítce se rozhodla opustit námezdní práci v ropném průmyslu a věnovat se spisovatelské tvorbě. Její prvotina Druhá hvězda vyšla v roce 1991 a o rok později vydala první knihu ze série krimi příběhů vyšetřovatelky Kate Shugakové Chladný den pro vraždu. Dana Stabenow do roku 2020 vydala 22 titulů z cyklu detektivních příběhů s vyšetřovatelkou Kate Shugak. Za v pořadí 18. knihu z této série Though Not Dead získala v roce 2012 cenu Nero Award.
Dana Stabenow žije v aljašském městě Homer a provozuje zde centrum Storyknife Writers Retreat, určené pro workshopy a tvůrčí pobyty spisovatelek ze Spojených států i z jiných zemí.

## Dílo

### Samostatné tituly
- Blindfold Game (2006)
- Prepared for Rage (2008)

### Trilogie „Silk and Song“
- Everything Under the Heavens (2014)
- By the Shores of the Middle Sea (2014)
- The Land Beyond (2015)

### Sci fi trilogie „Star Svensdotter“
- Second Star (1991)
- A Handful of Stars (1991)
- Red Planet Run (1995)

### Příběhy Kate Shugakové
- A Cold Day For Murder (1992)
- A Fatal Thaw (1992)
- Dead In The Water (1993)
- A Cold Blooded Business (1994)
- Play With Fire (1995)
- Blood Will Tell (1996)
- Breakup (1997)
- Killing Grounds (1998)
- Hunter's Moon (1999)
- Midnight Come Again (2000)
- The Singing Of The Dead (2001)
- A Fine And Bitter Snow (2002)
- A Grave Denied (2003)
- A Taint In The Blood (2004)
- A Deeper Sleep (2007)
- Whisper to the Blood (2009)
- A Night Too Dark (2010)
- Though Not Dead (2011)
- Restless in the Grave (2012)
- Bad Blood (2013)
- Less Than A Treason (2017)
- No Fixed Line (2020)

### Příběhy Liama Cambella
- Fire And Ice (1998)
- So Sure Of Death (1999)
- Nothing Gold Can Stay (2000)
- Better To Rest (2002)
- Spoils of the Dead (2021)